# Partit de Centre Democràtic
|  | No s'ha de confondre amb Centre Democràtic (Letònia). |

El Partit de Centre Democràtic (en letó: Demokrātiskā centra partija) fou un petit partit polític de Letònia, fundat el setembre de 1992. Participà en les eleccions legislatives letones de 1993, obtenint 5 dels 100 escons al parlament, i a les eleccions municipals de 1994 obtingué representació a places importants com Riga, Jelgava o Jurmala. Alguns dels seus líders foren: Ints Cālītis, Aivars Kreituss, Juris Celmiņš o Māris Pūķis. L'agost de 1993 es refundà amb el nom de Partit Democràtic Letó (Latvijas Demokrātiskā partija). L'abril de 1995 es refundà en el Partit Democràtic «Saimnieks» després de fusionar-se amb el Saimnieks.

## Resultats electorals
| Any  | Vots   | %    | Escons  | +/- |
| ---- | ------ | ---- | ------- | --- |
| 1993 | 53,303 | 4.77 | 5 / 100 | Nou |